# Julius Wolf
Julius Wolf (Bruchsal, 26 gennaio 1993) è un cestista tedesco.

## Palmarès
- ProA: 1

RASTA Vechta: 2022-2023